# Bladensburg (Ohio)
Bladensburg é um lugar designado pelo censo localizado no condado de Knox no estado estadounidense de Ohio. No Censo de 2010 tinha uma população de 191 habitantes e uma densidade populacional de 222,13 pessoas por km².

## Geografia
Bladensburg encontra-se localizado nas coordenadas 40° 17′ 07″ N, 82° 17′ 01″ O. Segundo o Departamento do Censo dos Estados Unidos, Bladensburg tem uma superfície total de 0.86 km², da qual 0.85 km² correspondem a terra firme e (0.6%) 0.01 km² é água.

## Demografia
Segundo o censo de 2010, tinha 191 pessoas residindo em Bladensburg. A densidade populacional era de 222,13 hab./km². Dos 191 habitantes, Bladensburg estava composto pelo 99.48% brancos, o 0% eram afroamericanos, o 0% eram amerindios, o 0% eram asiáticos, o 0% eram insulares do Pacífico, o 0% eram de outras raças e o 0.52% pertenciam a duas ou mais raças. Do total da população o 1.05% eram hispanos ou latinos de qualquer raça.